# Erik Johansson (artista)
Erik Johansson (Götene, aprile 1985) è un artista e fotografo svedese.

## Biografia
Johansson è nato nel 1985 a Götene, in Svezia, e ha studiato alla Università di tecnologia Chalmers a Göteborg. È noto per le immagini di stampo surrealista che realizza "fondendo" tra loro fotografie e altri materiali. Johansson concretizza la sua idea di partenza combinando tra loro più fotografie in modi inusuali, al fine di creare un'immagine realistica ma contenente incongruenze logiche che le conferiscono un effetto di surrealismo. Alcune delle sue opere sono il risultato della combinazione di centinaia di fotografie originali, oltre che di materiali grezzi. Johansson passa decine di ore utilizzando software di manipolazione delle immagini, come Adobe Photoshop, per alterare l'immagine digitalmente e dare forma alla sua idea.

## Riconoscimenti
Nel 2011 ha preso parte al progetto TED tenendo una conferenza intitolata Impossible Photography al TEDSalon di Londra. Nel 2015 Adobe ha scelto l'opera di Johansson intitolata Soundscapes come splash screen del suo software Adobe Audition.